# Marina Berti
Marina Berti (eigentlich: Elena Maureen Bertolino, * 29. September 1924 in London; † 29. Oktober 2002 in Rom) war eine italienische Schauspielerin.

## Leben
Die Tochter eines italienischen Einwanderers in England kam Ende der 1930er Jahre in die Heimat ihres Vaters; zunächst nach Florenz, wo sie als Rezitatorin beim Radio und als Bühnenschauspielerin arbeitete. Auch für die Ente Italiano per le Audizioni Radiofoniche war sie tätig. Nach ihrem Wechsel nach Rom wirkte Berti in annähernd 100 Filmen mit, darunter hauptsächlich Monumental- und Historienfilme. Ihr Schauspieldebüt gab die braunhaarige, schöne, fotogene, manchmal abwesend und melancholisch wirkende Darstellerin, 1941 in Piero Ballerinis La Fuggitiva. 1943 erzielte sie nachhaltigen Eindruck mit Alberto Lattuadas Giacomo l’idealista. Es folgte eine lange, bis zu ihrem Tode anhaltende Karriere, während der es ihr gelang, immer ihrem Alter gemäße Rollen zu erhalten. Ein Sprung nach Hollywood misslang allerdings; in internationalen Produktionen wie Ben Hur und Cleopatra waren ihr nur kleinere Rollen vergönnt. Sie spielte in allen Produktionen ihres Mannes, des Schauspielers und Regisseurs Claudio Gora, den sie 1944 heiratete und mit dem sie drei Kinder, darunter die Schauspieler Andrea und Carlo, hatte. Bereits 1958 war sie in einer Fernsehproduktion zu sehen gewesen.
2002 starb Marina Berti an Krebs. Ihre letzte Filmrolle war die der Prinzessin in Constantin Costa-Gavras’ Film Der Stellvertreter.

## Filmografie (Auswahl)
- 1941: La fuggitiva
- 1943: Giacomo l’idealista
- 1946: Sturmnacht (Notte di tempesta)
- 1949: In den Klauen des Borgia (Prince of Foxes)
- 1950: Abgeschoben (Deported)
- 1951: Quo vadis?
- 1951: Die Lust des Bösen (Febbre di vivere)
- 1951: Vendetta, die Rache des Bruders (Il capitano nero)
- 1952: Am Rande der Großstadt (Ai margini della metropoli)
- 1952: Amore rosso
- 1952: Die Königin von Saba (La regina di Saba)
- 1954: Ein Königreich für eine Frau (Abdullah’s harem)
- 1955: Abenteuer der vier Musketiere (I cavalieri della regina)
- 1956: Die Kavaliere vom schwarzen Schwert (Il cavaliere dalla spada nera)
- 1959: Ben Hur
- 1961: Jessica (Jessica)
- 1963: Cleopatra
- 1964: Monsieur
- 1967: Western Jack (Un uomo, un cavallo, una pistola)
- 1967: Fluch der Erotik (Le conseguenze)
- 1967: Null Uhr sieben kommt John Harris (Qualcuno ha tradito)
- 1969: Il Nero – Haß war sein Gebet (L’odio è il mio Dio)
- 1969: So reisen und so lieben wir (If It’s Tuesday, This Must Be Belgium)
- 1970: La Califfa
- 1974: Moses (Mosè) (Fernseh-Miniserie)
- 1974: Der Tod trägt schwarzes Leder (La polizia chiede aiuto)
- 1975: Night Train – Der letzte Zug in die Nacht (L’ultimo treno della notte)
- 1977: Jesus von Nazareth (Jesus of Nazareth)
- 1977: Una spirale di nebbia
- 1992: Mit dem Herzen einer Mutter
- 1992: Ostinato Destino – Hartnäckiges Schicksal (Ostinato destino)
- 2002: Der Stellvertreter (Amen)